# روزي هاردمان
روزي هاردمان (بالإنجليزية: Rosie Hardman)‏ هي ملحنة وموسيقية ومغنية مؤلفة بريطانية، ولدت في 26 فبراير 1945 في مانشستر في المملكة المتحدة.

## وصلات خارجية
- روزي هاردمان على موقع ميوزك برينز (الإنجليزية)
- روزي هاردمان على موقع ديسكوغز (الإنجليزية)